# Иванов, Виктор Николаевич (генерал)
Виктор Николаевич Иванов (15 октября 1932, Казинка, Центрально-Чернозёмная область — 27 сентября 2016, Москва) — советский военный деятель и инженер, генерал-лейтенант (1989). Начальник ГНИИЦКС МО СССР (1988—1992).

## Биография
Родился 15 октября 1932 года в деревне Казинка (ныне — Тамбовской области).
С 1952 года после окончания Тамбовского автомобильного техникума был призван в ряды Советской армии и зачислен в Арзамасское военное училище связи, которое окончил в 1955 году по первому разряду. В 1960 году закончил Ростовское высшее артиллерийское инженерное училище. В 1965 году закончил Военную инженерную академию имени Ф. Э. Дзержинского. В 1988 году закончил Высшие академические курсы при Военную ордена Ленина Краснознамённую ордена Суворова академию Генерального штаба Вооружённых Сил СССР имени К. Е. Ворошилова.
С 1955 по 1960 год на службе в РВСН СССР в должностях командира взвода связи 1-й стартовой батареи, командир батареи управления, командир батареи связи 637-го отдельного ракетного инженерного дивизиона 85-й инженерной бригады РВГК (с 1960 года — 637-й гвардейский ракетный полк 29-й гвардейской ракетной дивизии). С 1965 по 1969 год — заместитель командира и с 1969 по 1972 год — командир ракетного полка.
С 1972 по 1974 год — начальник штаба и с 1974 по 1976 год — командир 47-й ракетной дивизии. С 1976 по 1982 год — начальник штаба Центра контрольно-измерительного комплекса искусственных спутников Земли и космических объектов Министерства обороны СССР. С 1982 по 1986 год — заместитель и первый заместитель начальника штаба Главного управления космических средств МО СССР. С 1986 по 1988 год — заместитель начальника Управления начальника космических средств МО СССР по боевой подготовке.
С 1988 по 1992 год — начальник Главного научно-исследовательского испытательного центра космических средств Министерства обороны СССР (Краснознаменск, Московская область). С 1992 года в отставке.
С 1992 года — заместитель начальника отделения и руководитель группы по работе с промышленностью командно-измерительного комплекса Центра эксплуатации объектов наземной космической инфраструктуры.
Скончался 27 сентября 2016 года в Москве, похоронен на Троекуровском кладбище.

## Награды
- Орден Трудового Красного Знамени
- два ордена Красной Звезды
- Орден «За службу Родине в Вооружённых Силах СССР» III степени[3][1]
- Почётный гражданин Краснознаменска[4]
- Знак За заслуги перед Московской областью[5]
- Почётная грамота Президиума Верховного совета Российской Федерации (1992)[6]

## Память
- 4 октября 2017 года в день 60-летия со дня образования ГИКЦ имени Г. С. Титова и в честь Космических войск Российской Федерации в Краснознаменске на улице Гагарина в доме № 17 была открыта мемориальная доска Почётному гражданину Краснознаменска, начальнику ГИЦИУ КС, генерал-лейтенанту Виктору Николаевичу Иванову (1932—2016)[4]